# Hombres-chasch
Los Hombres-Chasch (Chaschmen, en el original) son una evolución humana, una de las muchas razas de ficción que se da en el planeta Tschai. Viven junto a los Chasch, a los que sirven. Aparecen en los libros del Ciclo de Tschai, escritos entre 1968 y 1970 por Jack Vance.
Los antepasados de los hombres-chasch fueron humanos capturados por los Dirdir. Cuando éstos se establecieron en Tschai, los chasch fueron cogiendo algunos, y a base de cruces selectivos llegaron crear a los Hombres-Chasch actuales. Aunque aún son claramente humanos, son la desviación más clara de la humanidad que se da en Tschai. Se parecen físicamente a los chasch; son bajos y achaparrados, de miembros cortos y musculosos. Sus rasgos son toscos, con frentes bajas y apenas barbilla. Acentúan su parecido con los chasch con la ropa y maquillaje, llevando un casco terminado en punta, que las hembras decoran con unas cintas. Anímicamente son seres bastante apagados; aunque conservan elementos humanos en su comportamiento, idolatran a los chasch e intentan comportarse como ellos. Debido a su religión, creen que son el estado larval de los chasch, y que cuando mueren de su cabeza nace una cría de esta especie. Esta creencia, inventada por los chasch, se mantiene porque al morir alguien se le lleva a la casa de muertos, donde tras una cortina los chasch parten el cráneo del fallecido y colocan allí una cría, con motivo de mantener su servidumbre.
- Datos: Q5901190